# Monticiano
Monticiano és una ciutat amb estatut de municipi al marge dret de la Val di Merse, província de Siena, a la regió de la Toscana a Itàlia. La ciutat es troba a la regió de Colline Metallifere, el principal i més extens sistema muntanyós dels Antiapenins toscans.
Dins del municipi es troben els Bagni di Petriolo, aïgues termals conegudes ja en l'època romana.

## Història
Les primeres mencions històriques del «Castell de Monticiano» daten de l'any 1171, quan estava sota la sobirania del bisbe de Volterra. Durant el període medieval, els boscos representaven un recurs important. No només proporcionen fusta, sinó també subministraments d'aliments, com la caça i les castanyes. L'agricultura va créixer ràpidament al voltant de Monticiano: s'hi conreava sobretot el blat. El 1266, a causa de la participació dels seus ciutadans en la batalla de Benevent (1266), va ser ocupada per les tropes de la república de Siena, que van destruir les muralles del castell. El 1554 va passar a formar part del Gran Ducat de Toscana. De 1629 a 1749 va ser un feu de la família Pannocchieschi.
El 1860, els seus 723 habitants d'aleshores van decidir per unanimitat unir-se al Regne d'Itàlia. Durant la Segona Guerra Mundial, partisans de la zona de Siena van començar organitzar-se des de Monticiano on van conduir les primeres operacions. Es recorda especialment la batalla nocturna entre els partisans i els alemanys entre el 3 i el 4 de juny de 1944, que va tenir lloc a la plaça central de la ciutat.

## Evolució demogràfica
| Gràfica d'evolució demogràfica de Monticiano entre 1861 i |
|                                                           |
| Font: ISTAT - Elaboració gràfica de Viquipèdia            |

## Persones
- Giordano Bruno Guerri (1950), historiador, editor i assagista